# Contea autonoma maonan di Huanjiang
La contea autonoma maonan di Huanjiang (环江毛南族自治县S, Huánjiāng máonánzú ZìzhìxiànP) è una contea della Cina, situata nella regione autonoma di Guangxi e amministrata dalla prefettura di Hechi.